# Paracanthonchus longispiculum
Paracanthonchus longispiculum is een rondwormensoort uit de familie van de Cyatholaimidae. De wetenschappelijke naam van de soort is voor het eerst geldig gepubliceerd in 1985 door Pastor de Ward.